# Україна на зимових Олімпійських іграх 2022
Україна бере участь у зимовій Олімпіаді 2022 у Пекіні (Китай) з 4 по 20 лютого 2022 року.

## Медалісти
| Медалі | Спортсмени          | Вид спорту | Дисципліна | Дата      |
| ------ | ------------------- | ---------- | ---------- | --------- |
| Срібло | Олександр Абраменко | Фристайл   | акробатика | 16 лютого |

## Учасники

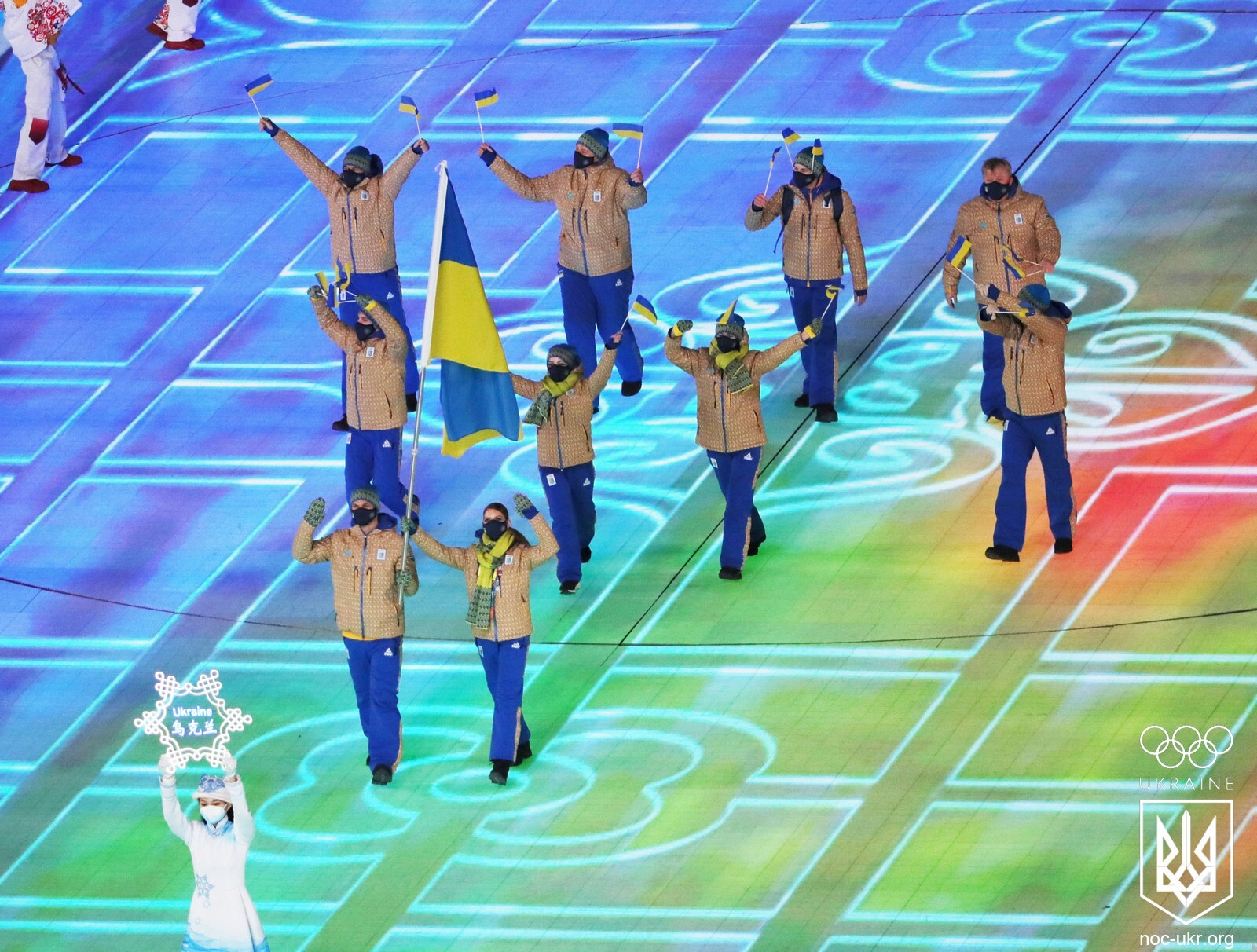
Збірна України на церемонії відкриття Олімпійських ігор

| Спорт                | Чоловіки | Жінки | Разом |
| -------------------- | -------- | ----- | ----- |
| Біатлон              | 5        | 6     | 11    |
| Бобслей              | 0        | 1     | 1     |
| Гірськолижний спорт  | 1        | 1     | 2     |
| Лижне двоборство     | 1        | 0     | 1     |
| Лижні перегони       | 2        | 5     | 7     |
| Санний спорт         | 4        | 2     | 6     |
| Скелетон             | 1        | 0     | 1     |
| Стрибки із трампліна | 3        | 0     | 3     |
| Сноубординг          | 0        | 1     | 1     |
| Фігурне катання      | 3        | 3     | 6     |
| Фристайл             | 3        | 2     | 5     |
| Шорт-трек            | 1        | 1     | 2     |
| Разом                | 24       | 22    | 46    |

| Спорт                     | Чоловіки | Жінки | Разом |
| ------------------------- | -------- | ----- | ----- |
| Сумська область           | 3        | 5     | 8     |
| Київ                      | 3        | 4     | 7     |
| Закарпатська область      | 2        | 3     | 5     |
| Львівська область         | 3        | 1     | 4     |
| Тернопільська область     | 3        | 1     | 4     |
| Харківська область        | 2        | 2     | 4     |
| Івано-Франківська область | 3        | 0     | 3     |
| Чернігівська область      | 2        | 1     | 3     |
| Дніпропетровська область  | 1        | 1     | 2     |
| Рівненська область        | 1        | 1     | 2     |
| Вінницька область         | 0        | 1     | 1     |
| Київська область          | 0        | 1     | 1     |
| Миколаївська область      | 1        | 0     | 1     |
| Хмельницька область       | 0        | 1     | 1     |
| Разом                     | 24       | 22    | 46    |

## Біатлон
Спортсменів — 11
Чоловіки
| Спортсмени | Змагання               | Час                                 | Промахи                                  | Відставання            | Місце                  |
| --- | ---------------------- | ----------------------------------- | ---------------------------------------- | ---------------------- | ---------------------- |
| Антон Дудченко Сумська область | індивідуальна гонка    | 54:54.9                             | 4 (1+0+1+2)                              | +6:07.5                | 50                     |
| Антон Дудченко Сумська область | спринт                 | 26:51.6                             | 2 (2+0)                                  | +2:51.2                | 60                     |
| Антон Дудченко Сумська область | переслідування         | 43:36.5                             | 3 (2+0+1+0)                              | +4:29.0                | 23                     |
| Дмитро Підручний Тернопільська область                                                                                            | індивідуальна гонка    | 51:49.3                             | 3 (0+1+1+1)                              | +3:01.9                | 18                     |
| Дмитро Підручний Тернопільська область                                                                                            | спринт                 | 25:19.0                             | 1 (0+1)                                  | +1:18.6                | 13                     |
| Дмитро Підручний Тернопільська область                                                                                            | переслідування         | 42:45.9                             | 5 (1+2+2+0)                              | +3:38.4                | 13                     |
| Дмитро Підручний Тернопільська область                                                                                            | масстарт               | 42:16.2                             | 7 (0+3+2+2)                              | +4:01.8                | 24                     |
| Артем Прима Чернігівська область                                                                                                  | індивідуальна гонка    | 53:36.2                             | 4 (1+2+0+1)                              | +4:48.8                | 37                     |
| Артем Прима Чернігівська область                                                                                                  | спринт                 | 25:19.8                             | 1 (0+1)                                  | +1:19.4                | 15                     |
| Артем Прима Чернігівська область                                                                                                  | переслідування         | 42:59.8                             | 6 (2+2+2+0)                              | +3:52.3                | 18                     |
| Артем Прима Чернігівська область                                                                                                  | масстарт               | 43:12.6                             | 7 (2+1+3+1)                              | +4:58.2                | 28                     |
| Артем Тищенко Чернігівська область                                                                                                | Не провів жодної гонки | Не провів жодної гонки              | Не провів жодної гонки                   | Не провів жодної гонки | Не провів жодної гонки |
| Богдан Цимбал Сумська область | індивідуальна гонка    | 55:19.0                             | 4 (3+0+1+0)                              | +6:31.6                | 55                     |
| Богдан Цимбал Сумська область | спринт                 | 26:59.0                             | 3 (3+0)                                  | +2:58.6                | 66                     |
| Богдан Цимбал Сумська областьАртем Прима Чернігівська областьАнтон Дудченко Сумська областьДмитро Підручний Тернопільська область | естафета               | 20:22.9 41:28.3 1:02:18.2 1:23:31.5 | 0+1 0+1 0+1 1+3 0+0 1+3 0+0 2+3 0+2 4+10 | +3:41.3                | 9 12 11 9              |

Жінки
| Спортсмени                                                                                                   | Змагання            | Час                               | Промахи                         | Відставання | Місце     |
| --- | ------------------- | --------------------------------- | ------------------------------- | ----------- | --------- |
| Дарія Блашко Київська область                                                                                | індивідуальна гонка | DNS                               | DNS                             | DNS         | DNS       |
| Юлія Джіма Київ                                                                                              | індивідуальна гонка | 45:34.4                           | 2 (0+1+0+1)                     | +1:21.7     | 10        |
| Юлія Джіма Київ                                                                                              | спринт              | 21:51.8                           | 1 (0+1)                         | +1:07.5     | 8         |
| Юлія Джіма Київ                                                                                              | переслідування      | 37:36.2                           | 4 (1+0+1+2)                     | +2:49.3     | 13        |
| Юлія Джіма Київ                                                                                              | масстарт            | 41:43.7                           | 3 (1+0+2+0)                     | +1:25.7     | 7         |
| Ірина Петренко Чернігівська область                                                                          | індивідуальна гонка | 45:42.2                           | 0 (0+0+0+0)                     | +1:29.5     | 11        |
| Ірина Петренко Чернігівська область                                                                          | спринт              | 23:11.7                           | 2 (2+0)                         | +2:27.4     | 40        |
| Ірина Петренко Чернігівська область                                                                          | переслідування      | 43:03.7                           | 4 (1+1+2+0)                     | +8:16.8     | 55        |
| Валентина Семеренко Сумська область                                                                          | індивідуальна гонка | DNF                               | DNF                             | (0+1+ +)    | —         |
| Анастасія Меркушина Закарпатська область                                                                     | спринт              | 22:31.6                           | 1 (1+0)                         | +1:47.3     | 24        |
| Анастасія Меркушина Закарпатська область                                                                     | переслідування      | 38:37.2                           | 2 (1+0+0+1)                     | +3:50.3     | 25        |
| Ірина Петренко Чернігівська областьЮлія Джіма КиївАнастасія Меркушина Закарпатська областьОлена Білосюк Київ | естафета            | 17:46.1 36:52.2 55:01.7 1:14:04.1 | 0+0 0+0 1+3 0+3 0+0 0+0 1+3 0+3 | +3:00.2     | 10 12 8 7 |

Мікст
| Спортсмени | Змагання | Час                               | Промахи                                 | Відставання                     | Місце       |
| --- | -------- | --------------------------------- | --------------------------------------- | ------------------------------- | ----------- |
| Валентина Семеренко Сумська область Юлія Джіма Київ Артем Прима Чернігівська область Дмитро Підручний Тернопільська область | естафета | 20:46.4 38:36.6 54:21.7 1:10:21.7 | 2+3 1+3 0+0 0+2 0+3 0+1 1+3 0+0 3+9 1+6 | +3:27.8 +2:35.2 +2:41.3 +3:36.1 | 20 14 12 13 |

## Бобслей
Спортсменів — 1
| Спортсмен         | Змагання | Заїзд 1 | Заїзд 1 | Заїзд 2 | Заїзд 2 | Заїзд 3 | Заїзд 3 | Заїзд 4 | Заїзд 4 | Загалом | Загалом     | Загалом |
| Спортсмен         | Змагання | Час     | Місце   | Час     | Місце   | Час     | Місце   | Час     | Місце   | Час     | Відставання | Місце   |
| ----------------- | -------- | ------- | ------- | ------- | ------- | ------- | ------- | ------- | ------- | ------- | ----------- | ------- |
| Лідія Гунько Київ | монобоб  | 1:06.34 | 18      | 1:07.84 | 20      | 1:07.47 | 20      | 1:07.45 | 19      | 4:29.10 | +9.83       | 20      |

## Гірськолижний спорт
Згідно з основними кваліфікаційними стандартами, Україна кваліфікувала принаймні одну жінку-лижницю.
Спортсменів — 2
| Спортсмен                                | Змагання           | 1 спуск | 1 спуск | 2 спуск          | 2 спуск          | Час              | Відставання      | Місце            |
| Спортсмен                                | Змагання           | Час     | Місце   | Час              | Місце            | Час              | Відставання      | Місце            |
| ---------------------------------------- | ------------------ | ------- | ------- | ---------------- | ---------------- | ---------------- | ---------------- | ---------------- |
| Іван Ковбаснюк Закарпатська область      | Супергігант        | Н/Д     | Н/Д     | Н/Д              | Н/Д              | 1:25.56          | +5.62            | 32               |
| Іван Ковбаснюк Закарпатська область      | Швидкісний спуск   | Н/Д     | Н/Д     | Н/Д              | Н/Д              | 1:48.09          | +5.40            | 33               |
| Іван Ковбаснюк Закарпатська область      | Комбінація         | 1:49.13 | 21      | 55.30            | 14               | 2:44.43          | +13.00           | 14               |
| Іван Ковбаснюк Закарпатська область      | Слалом             | DNF     | DNF     | Завершив виступ  | Завершив виступ  | Завершив виступ  | Завершив виступ  | Завершив виступ  |
| Анастасія Шепіленко Закарпатська область | Супергігант        | Н/Д     | Н/Д     | Н/Д              | Н/Д              | 1:19.60          | +6.09            | 37               |
| Анастасія Шепіленко Закарпатська область | Слалом             | DNF     | DNF     | Завершила виступ | Завершила виступ | Завершила виступ | Завершила виступ | Завершила виступ |
| Анастасія Шепіленко Закарпатська область | Гігантський слалом | 1:05.95 | 45      | 1:06.38          | 40               | 2:12.33          | +16.64           | 39               |

## Лижне двоборство
Спортсменів — 1
| Спортсмен                             | Змагання                  | Стрибки із трампліна | Стрибки із трампліна | Стрибки із трампліна | Лижна гонка | Лижна гонка | Загалом | Загалом |
| Спортсмен                             | Змагання                  | Дистанці             | Очки                 | Місце                | Час         | Місце       | Час     | Місце   |
| ------------------------------------- | ------------------------- | -------------------- | -------------------- | -------------------- | ----------- | ----------- | ------- | ------- |
| Дмитро Мазурчук Тернопільська область | Нормальний трамплін/10 км | 87.0                 | 82.5                 | 35                   | 27:08.3     | 35          | 30:30.3 | 36      |
| Дмитро Мазурчук Тернопільська область | Великий трамплін/10 км    | 116.0                | 83.5                 | 33                   | 27:35.4     | 33          | 31:20.4 | 32      |

## Лижні перегони
Відповідно до основних кваліфікаційних стандартів, Україна кваліфікувала як мінімум одного лижника і одну жінку-лижницю.
Спортсменів — 7
Дистанційні гонки
| Спортсмен | Змагання               | Класичним стилем | Класичним стилем | Пітстоп  | Вільним стилем | Вільним стилем | Фінал           | Фінал       | Фінал    |          |
| Спортсмен | Змагання               | Час              | Місце            | Час      | Час            | Місце          | Час             | Відставання | Місце    |          |
| Чоловіки | Чоловіки               | Чоловіки         | Чоловіки         | Чоловіки | Чоловіки       | Чоловіки       | Чоловіки        | Чоловіки    | Чоловіки | Чоловіки |
| --- | ---------------------- | ---------------- | ---------------- | -------- | -------------- | -------------- | --------------- | ----------- | -------- | -------- |
| Олексій Красовський Сумська область                                                                                            | скіатлон               | 45:22.6          | 58               | 35.2     | LAP            | LAP            | LAP             | LAP         | LAP      |          |
| Олексій Красовський Сумська область                                                                                            | 15 км класичним стилем | Н/Д              | Н/Д              | Н/Д      | Н/Д            | Н/Д            | 44:59.8         | +7:05.0     | 77       |          |
| Руслан Перехода Харківська область                                                                                             | скіатлон               | 42:38.0          | 66               | LAP      | LAP            | LAP            | LAP             | LAP         | LAP      |          |
| Руслан Перехода Харківська область                                                                                             | 15 км класичним стилем | Н/Д              | Н/Д              | Н/Д      | Н/Д            | Н/Д            | 45:05.6         | +7:10.8     | 78       |          |
| Жінки |                        |                  |                  |          |                |                |                 |             |          |          |
| Марина Анцибор Сумська область                                                                                                 | скіатлон               | 27:08.4          | 57               | 37.3     | 25:08.3        | 56             | 52:54.0         | +8:40.3     | 56       |          |
| Марина Анцибор Сумська область                                                                                                 | 10 км класичним стилем | Н/Д              | Н/Д              | Н/Д      | Н/Д            | Н/Д            | 32:36.5         | +4:30.2     | 58       |          |
| Марина Анцибор Сумська область                                                                                                 | 30 км вільним стилем   | Н/Д              | Н/Д              | Н/Д      | Н/Д            | Н/Д            | 1:35:31.3       | +10:37.3    | 37       |          |
| Вікторія Олех Сумська область                                                                                                  | скіатлон               | 28:26.8          | 62               | 41.6     | 25:47.3        | 60             | 54:55.7         | +10:42.0    | 60       |          |
| Вікторія Олех Сумська область                                                                                                  | 10 км класичним стилем | Н/Д              | Н/Д              | Н/Д      | Н/Д            | Н/Д            | 34:58.1         | +6:51.8     | 76       |          |
| Вікторія Олех Сумська область                                                                                                  | 30 км вільним стилем   | Н/Д              | Н/Д              | Н/Д      | Н/Д            | Н/Д            | 1:46:22.1       | +21:28.1    | 58       |          |
| Юлія Кроль Сумська область | скіатлон               | 27:57.6          | 60               | 43.9     | 28:22.9        | 62             | 57:04.4         | +12:50.7    | 62       |          |
| Валентина Камінська Вінницька область                                                                                          | 10 км класичним стилем | Н/Д              | Н/Д              | Н/Д      | Н/Д            | Н/Д            | 35:42.7         | +7:36.4     | 79       |          |
| Дар'я Рубльова Сумська область                                                                                                 | скіатлон               | 29:59.6          | 64               | 48.5     | LAP            | LAP            | LAP             | LAP         | LAP      |          |
| Вікторія Олех Сумська областьВалентина Камінська Вінницька областьМарина Анцибор Сумська областьДар'я Рубльова Сумська область | естафета 4×5 км        | Н/Д              | Н/Д              | Н/Д      | Н/Д            | Н/Д            | LAP 17:55.5 LAP | Н/Д         | 18       |          |

Спринтерські гонки
| Спортсмени                                                            | Змагання         | Кваліфікація | Кваліфікація | Кваліфікація | Чвертьфінал      | Чвертьфінал      | Півфінал         | Півфінал         | Фінал            | Фінал            |
| Спортсмени                                                            | Змагання         | Час          | Відставання  | Місце        | Час              | Місце            | Час              | Місце            | Час              | Місце            |
| Чоловіки                                                              | Чоловіки         | Чоловіки     | Чоловіки     | Чоловіки     | Чоловіки         | Чоловіки         | Чоловіки         | Чоловіки         | Чоловіки         | Чоловіки         |
| --------------------------------------------------------------------- | ---------------- | ------------ | ------------ | ------------ | ---------------- | ---------------- | ---------------- | ---------------- | ---------------- | ---------------- |
| Руслан Перехода Харківська область                                    | спринт           | 2:59.34      | +14.31       | 46           | Завершив виступ  | Завершив виступ  | Завершив виступ  | Завершив виступ  | Завершив виступ  | Завершив виступ  |
| Олексій Красовський Сумська область                                   | спринт           | 3:05.52      | +20.49       | 64           | Завершив виступ  | Завершив виступ  | Завершив виступ  | Завершив виступ  | Завершив виступ  | Завершив виступ  |
| Олексій Красовський Сумська областьРуслан Перехода Харківська область | командний спринт | Н/Д          | Н/Д          | Н/Д          | Н/Д              | Н/Д              | 20:48.40         | 17               | Завершили виступ | Завершили виступ |
| Жінки                                                                 |                  |              |              |              |                  |                  |                  |                  |                  |                  |
| Марина Анцибор Сумська область                                        | спринт           | 3:33.80      | +24.77       | 54           | Завершила виступ | Завершила виступ | Завершила виступ | Завершила виступ | Завершила виступ | Завершила виступ |
| Вікторія Олех Сумська область                                         | спринт           | 2:44.12      | +33.75       | 69           | Завершила виступ | Завершила виступ | Завершила виступ | Завершила виступ | Завершила виступ | Завершила виступ |
| Валентина Камінська Вінницька область                                 | спринт           | 3:44.10      | +35.07       | 70           | Завершила виступ | Завершила виступ | Завершила виступ | Завершила виступ | Завершила виступ | Завершила виступ |
| Юлія Кроль Сумська областьМарина Анцибор Сумська область              | командний спринт | Н/Д          | Н/Д          | Н/Д          | Н/Д              | Н/Д              | 25:46.04         | 18               | Завершили виступ | Завершили виступ |

## Санний спорт
Спортсменів — 6
| Спортсмени | Змагання               | Заїзд 1  | Заїзд 1  | Заїзд 2  | Заїзд 2  | Заїзд 3  | Заїзд 3  | Заїзд 4    | Заїзд 4    | Загалом  | Загалом     | Загалом |
| Спортсмени | Змагання               | Час      | Місце    | Час      | Місце    | Час      | Місце    | Час        | Місце      | Час      | Відставання | Місце   |
| --- | ---------------------- | -------- | -------- | -------- | -------- | -------- | -------- | ---------- | ---------- | -------- | ----------- | ------- |
| Антон Дукач Львівська область | Чоловічі одиночні сани | 58.873   | 25       | 58.726   | 18       | 58.408   | 19       | Не пройшов | Не пройшов | 2:56.007 | Н/Д         | 22      |
| Андрій Мандзій Тернопільська область                                                                                                  | Чоловічі одиночні сани | 1:01.082 | 32       | 58.706   | 17       | 58.346   | 17       | Не пройшов | Не пройшов | 2:58.134 | Н/Д         | 27      |
| Ігор Стахів Львівська область Андрій Лисецький Львівська область                                                                      | Пари                   | 59.983   | 14       | 1:00.080 | 15       | Н/Д      | Н/Д      | Н/Д        | Н/Д        | 2:00.063 | 3.509       | 15      |
| Олена Стецків Львівська область | Жіночі одиночні сани   | 59.663   | 21       | 59.586   | 19       | 59.963   | 27       | Не пройшла | Не пройшла | 2:59.212 | Н/Д         | 22      |
| Юліанна Туницька Тернопільська область                                                                                                | Жіночі одиночні сани   | 59.690   | 22       | 59.884   | 23       | 59.571   | 24       | Не пройшла | Не пройшла | 2:59.105 | Н/Д         | 21      |
| Юліанна Туницька Тернопільська область Антон Дукач Львівська область Ігор Стахів Львівська область Андрій Лисецький Львівська область | Змішана естафета       | 1:01.123 | 1:01.123 | 1:04.244 | 1:04.244 | 1:04.237 | 1:04.237 | Н/Д        | Н/Д        | 3:09.604 | 6.198       | 11      |

## Скелетон

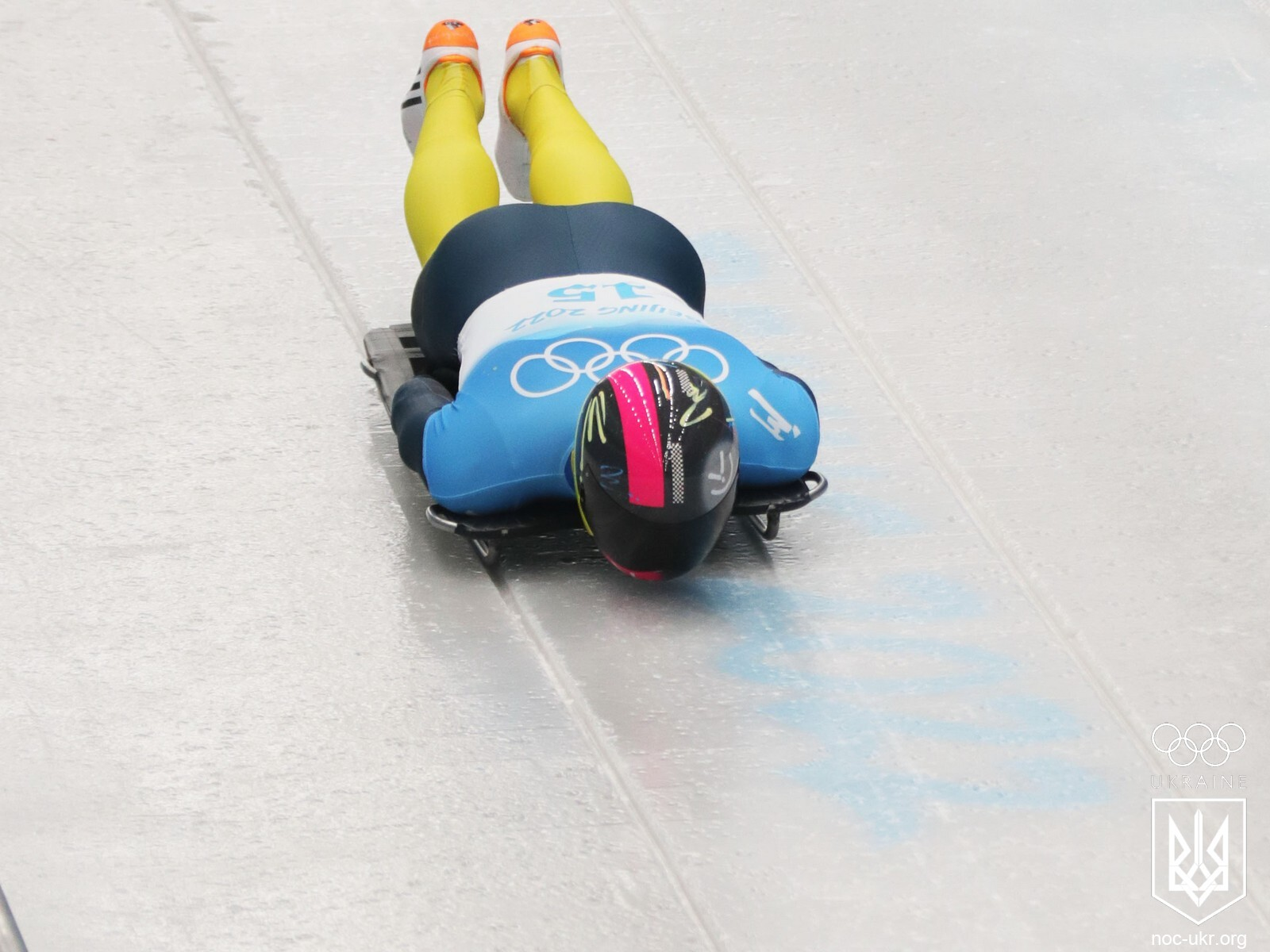
Владислав Гераскевич у заїздах скелетоністів.

Спортсменів — 1
| Спортсмен                 | Змагання | Заїзд 1 | Заїзд 1 | Заїзд 2 | Заїзд 2 | Заїзд 3 | Заїзд 3 | Заїзд 4 | Заїзд 4 | Загалом | Загалом     | Загалом |
| Спортсмен                 | Змагання | Час     | Місце   | Час     | Місце   | Час     | Місце   | Час     | Місце   | Час     | Відставання | Місце   |
| ------------------------- | -------- | ------- | ------- | ------- | ------- | ------- | ------- | ------- | ------- | ------- | ----------- | ------- |
| Владислав Гераскевич Київ | Чоловіки | 1:01.63 | 18      | 1:01.58 | 16      | 1:01.62 | 18      | 1:01.45 | 17      | 4:06.28 | +5.27       | 18      |

## Стрибки із трампліна
Спортсменів — 3
| Євген Марусяк Івано-Франківська область       | нормальний трамплін | 73.0  | 16.0  | 46.0 | 49.8 | 48 Q | 91.5            | 53.5            | 50.5            | 97.4            | 47              | Завершив виступ | Завершив виступ | Завершив виступ | Завершив виступ | Завершив виступ | 97.4            | 47              |                 |                 |                 |                 |                 |                 |
| Євген Марусяк Івано-Франківська область       | великий трамплін    | 104.0 | 22.2  | 47.5 | 76.0 | 49 Q | 111.0           | 34.8            | 48.0            | 81.6            | 50              | Завершив виступ | Завершив виступ | Завершив виступ | Завершив виступ | Завершив виступ | 81.6            | 50              |                 |                 |                 |                 |                 |                 |
| Віталій Калініченко Івано-Франківська область | нормальний трамплін | DNS   | DNS   | DNS  | DNS  | DNS  | DNS             | DNS             | DNS             | DNS             | DNS             | DNS             | DNS             | DNS             | DNS             | DNS             | DNS             | DNS             | DNS             | DNS             | DNS             | DNS             | DNS             | DNS             |
| Віталій Калініченко Івано-Франківська область | великий трамплін    | 118.0 | 47.6  | 49.5 | 94.2 | 42 Q | 122.5           | 55.5            | 51.0            | 106.0           | 44              | Завершив виступ | Завершив виступ | Завершив виступ | Завершив виступ | Завершив виступ | 106.0           | 44              |                 |                 |                 |                 |                 |                 |
| Антон Корчук Івано-Франківська область        | нормальний трамплін | 67.5  | 5.0   | 46.0 | 38.0 | 52   | Завершив виступ | Завершив виступ | Завершив виступ | Завершив виступ | Завершив виступ | Завершив виступ | Завершив виступ | Завершив виступ | Завершив виступ | Завершив виступ | Завершив виступ | Завершив виступ | Завершив виступ | Завершив виступ | Завершив виступ | Завершив виступ | Завершив виступ | Завершив виступ |
| Антон Корчук Івано-Франківська область        | великий трамплін    | 82.5  | -16.5 | 41.0 | 25.4 | 56   | Завершив виступ | Завершив виступ | Завершив виступ | Завершив виступ | Завершив виступ | Завершив виступ | Завершив виступ | Завершив виступ | Завершив виступ | Завершив виступ | Завершив виступ | Завершив виступ | Завершив виступ | Завершив виступ | Завершив виступ | Завершив виступ | Завершив виступ | Завершив виступ |

## Сноубординг
Спортсменів — 1
| Спортсмен                           | Змагання                       | Кваліфікація | Кваліфікація | Кваліфікація | Кваліфікація | 1/8 фіналу         | Чвертьфінал        | Півфінал           | Фінал              | Місце            |
| Спортсмен                           | Змагання                       | Час 1        | Час 2        | Загалом      | Місце        | Суперник Результат | Суперник Результат | Суперник Результат | Суперник Результат | Місце            |
| ----------------------------------- | ------------------------------ | ------------ | ------------ | ------------ | ------------ | ------------------ | ------------------ | ------------------ | ------------------ | ---------------- |
| Аннамарі Данча Закарпатська область | паралельний гігантський слалом | 48.82        | 48.97        | 1:37.79      | 26           | Завершила виступ   | Завершила виступ   | Завершила виступ   | Завершила виступ   | Завершила виступ |

## Фігурне катання
Спортсменів — 6
На чемпіонаті світу з фігурного катання 2021 року у Стокгольмі, Швеція, Україна забезпечила одну квоту у чоловічих змаганнях та одну квоту у змаганнях з танців на льоду. У вересні 2021 року Анастасія Шаботова посіла п'яте місце на турнірі CS Nebelhorn Trophy, що був ліцензійним, та здобула олімпійську ліцензію. Україна здобула ліцензію на командні змагання, посівши підсумкове 10 місце.
| Спортсмени                                                               | Змагання         | Коротка програма/ оригінальний танець | Коротка програма/ оригінальний танець | Довільна програма/ довільний танець | Довільна програма/ довільний танець | Разом            | Разом            |
| Спортсмени                                                               | Змагання         | Результат                             | Місце                                 | Результат                           | Місце                               | Результат        | Місце            |
| ------------------------------------------------------------------------ | ---------------- | ------------------------------------- | ------------------------------------- | ----------------------------------- | ----------------------------------- | ---------------- | ---------------- |
| Іван Шмуратко Київ                                                       | Чоловіче катання | 78.11                                 | 22 Q                                  | 127.65                              | 24                                  | 205.76           | 24               |
| Анастасія Шаботова Київ                                                  | Жіноче катання   | 48.68                                 | 30                                    | Завершила виступ                    | Завершила виступ                    | Завершила виступ | Завершила виступ |
| Олександра Назарова Харківська область Максим Нікітін Харківська область | Танці на льоду   | 65.53                                 | 20 Q                                  | 97.34                               | 18                                  | 162.87           | 20               |

| Спортсмени                                                                         | Змагання          | Коротка програма | Коротка програма | Коротка програма | Коротка програма      | Довільна програма  | Довільна програма  | Довільна програма  | Довільна програма     | Результат | Результат |
| Спортсмени                                                                         | Змагання          | Сума             | Місце            | Очки             | Командні очки (місце) | Сума               | Місце              | Очки               | Командні очки (місце) | Очки      | Місце     |
| ---------------------------------------------------------------------------------- | ----------------- | ---------------- | ---------------- | ---------------- | --------------------- | ------------------ | ------------------ | ------------------ | --------------------- | --------- | --------- |
| Іван Шмуратко Київ                                                                 | Командні змагання | WD               | WD               | 0                | 8 (10)                | Не кваліфікувалися | Не кваліфікувалися | Не кваліфікувалися | Не кваліфікувалися    | 8         | 10        |
| Анастасія Шаботова Київ                                                            | Командні змагання | 62,49            | 7                | 4                | 8 (10)                | Не кваліфікувалися | Не кваліфікувалися | Не кваліфікувалися | Не кваліфікувалися    | 8         | 10        |
| Софія Голіченко Дніпропетровська область Артем Даренський Дніпропетровська область | Командні змагання | 53,65            | 9                | 2                | 8 (10)                | Не кваліфікувалися | Не кваліфікувалися | Не кваліфікувалися | Не кваліфікувалися    | 8         | 10        |
| Олександра Назарова Харківська область Максим Нікітін Харківська область           | Командні змагання | 64,08            | 9                | 2                | 8 (10)                | Не кваліфікувалися | Не кваліфікувалися | Не кваліфікувалися | Не кваліфікувалися    | 8         | 10        |

- Іван Шмуратко був знятий з командних змагань через позитивний тест на коронавірус[6]

## Фристайл
Спортсменів — 5
| Спортсмени                               | Змагання   | Кваліфікація | Кваліфікація | Кваліфікація | Кваліфікація | Кваліфікація | Кваліфікація | Фінал            | Фінал            | Фінал            | Фінал            | Фінал            | Фінал            |
| Спортсмени                               | Змагання   | Перша        | Перша        | Друга        | Друга        | Загалом      | Загалом      | Стрибок 1        | Стрибок 1        | Стрибок 2        | Стрибок 2        | Стрибок 3        | Стрибок 3        |
| Спортсмени                               | Змагання   | Оцінка       | Місце        | Оцінка       | Місце        | Краща спроба | Місце        | Оцінка           | Місце            | Оцінка           | Місце            | Оцінка           | Місце            |
| ---------------------------------------- | ---------- | ------------ | ------------ | ------------ | ------------ | ------------ | ------------ | ---------------- | ---------------- | ---------------- | ---------------- | ---------------- | ---------------- |
| Олександр Абраменко Миколаївська область | акробатика | 120.36       | 5 Q          | Н/Д          | Н/Д          | Н/Д          | Н/Д          | 123.53           | 4                | 113.57           | 5 Q (9)          | 116.50           | 2                |
| Дмитро Котовський Рівненська область     | акробатика | 73.89        | 24           | 114.03       | 4            | 114.03       | 9            | Завершив виступ  | Завершив виступ  | Завершив виступ  | Завершив виступ  | Завершив виступ  | Завершив виступ  |
| Олександр Окіпнюк Закарпатська область   | акробатика | 92.76        | 22           | 125.00       | 1            | 125.00       | 1 Q          | 91.40            | 12               | 122.01           | 9 (4)            | Завершив виступ  | Завершив виступ  |
| Ольга Полюк Хмельницька область          | акробатика | 68.76        | 20           | 56.68        | 14           | 68.76        | 22           | Завершила виступ | Завершила виступ | Завершила виступ | Завершила виступ | Завершила виступ | Завершила виступ |
| Анастасія Новосад Рівненська область     | акробатика | DNS          | DNS          | DNS          | DNS          | DNS          | DNS          | DNS              | DNS              | DNS              | DNS              | DNS              | DNS              |

- Анастасія Новосад не виступила в особистих змаганнях через позитивний тест на коронавірус[7].
- Збірна України не виступила у змішаних командних змаганнях через позитивний тест на коронавірус у Анастасії Новосад, Олександра Окіпнюка та Дмитра Котовського[8].

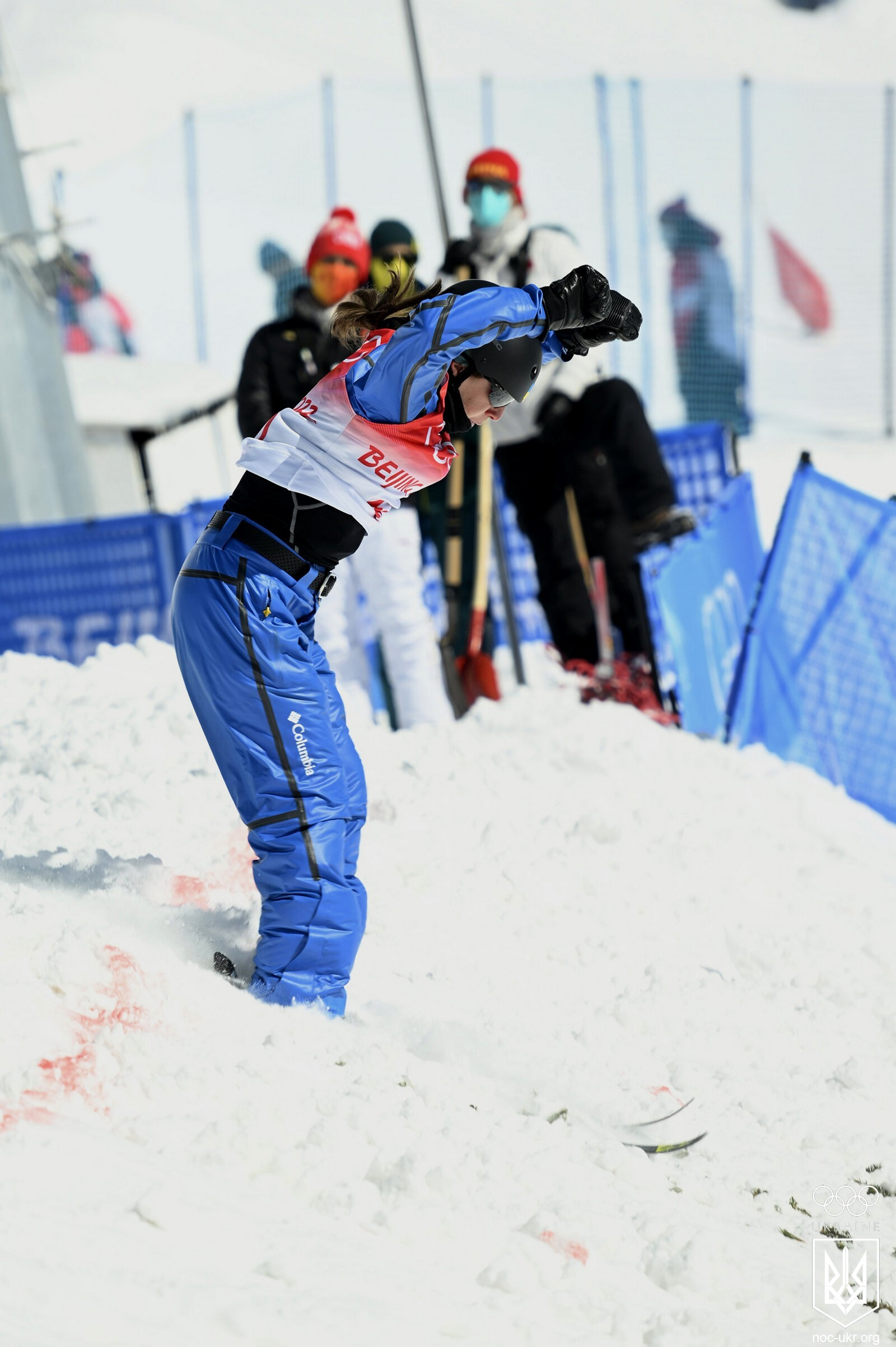
Ольга Полюк виконує стрибок у кваліфікації.
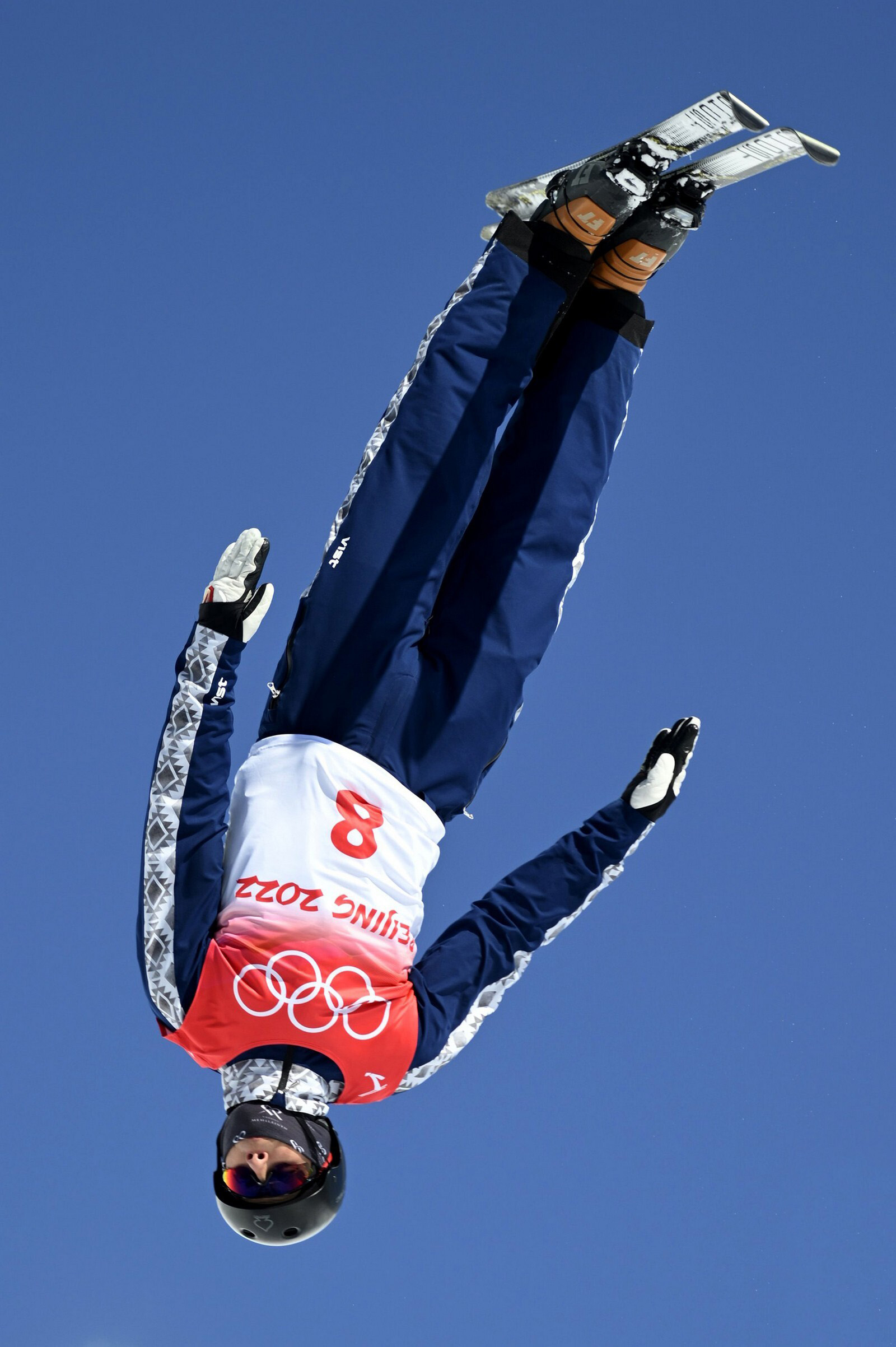
Дмитро Котовський виконує стрибок у кваліфікації.
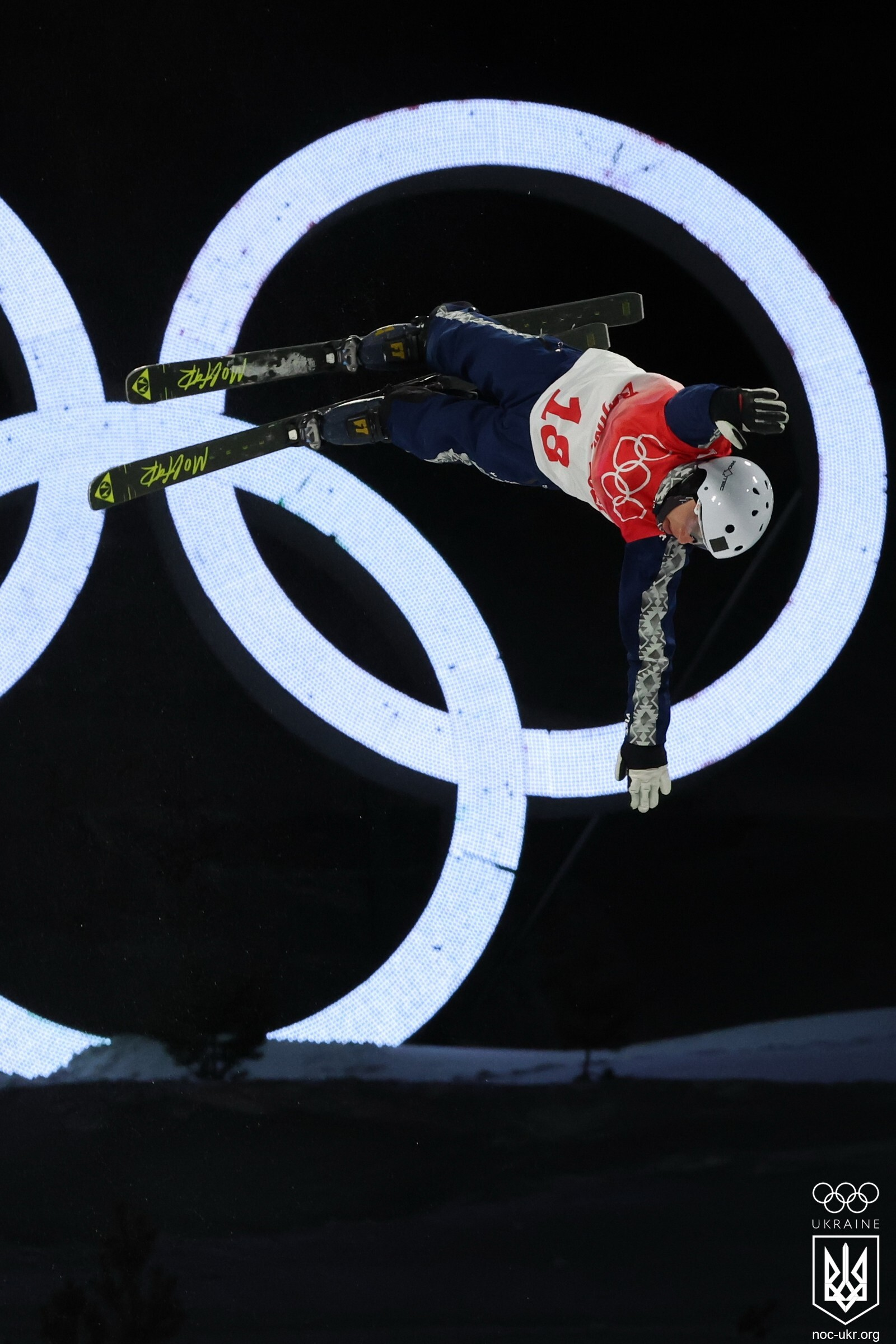
Олександр Окіпнюк виконує стрибок у фіналі.
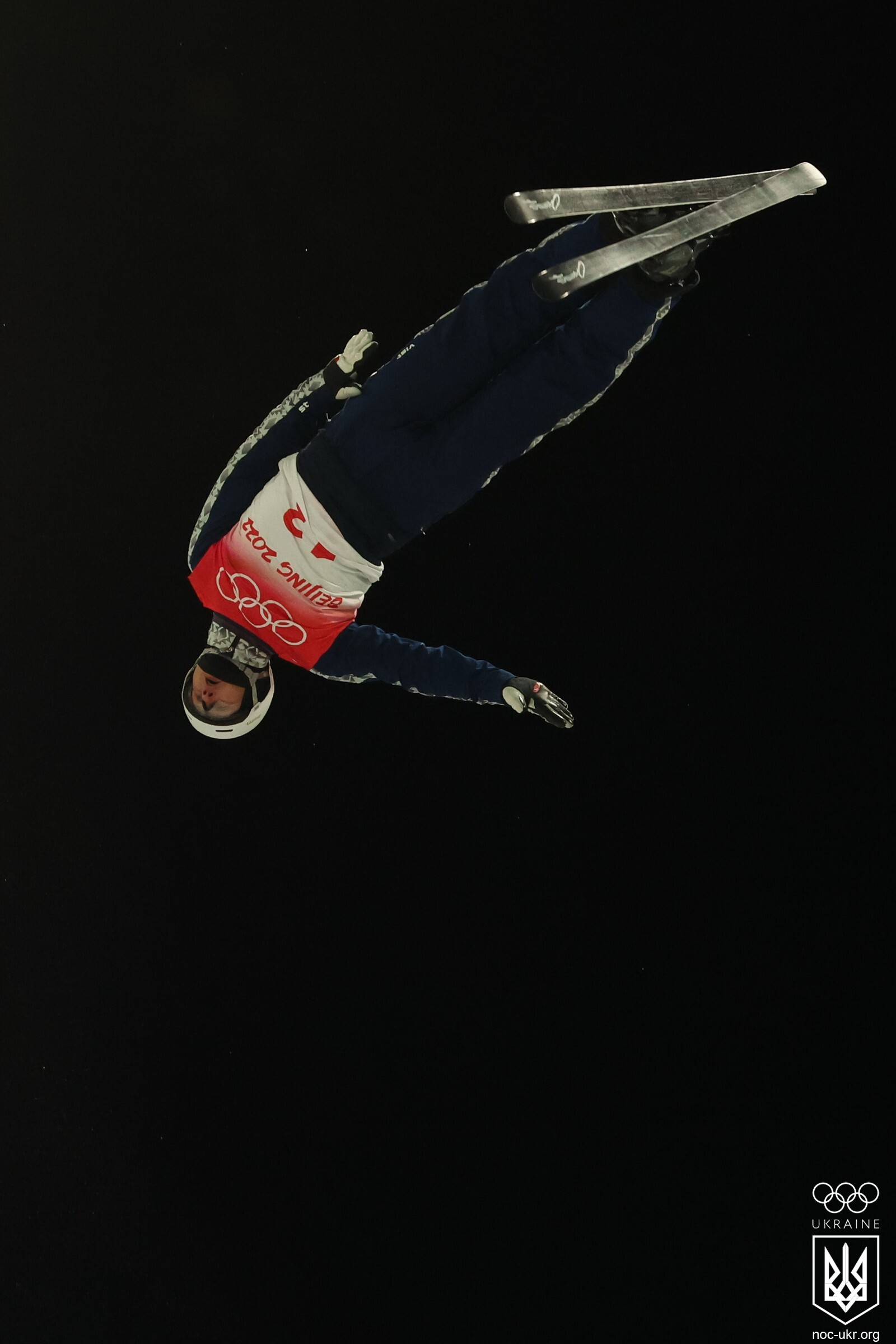
Олександр Абраменко виконує стрибок у фіналі.
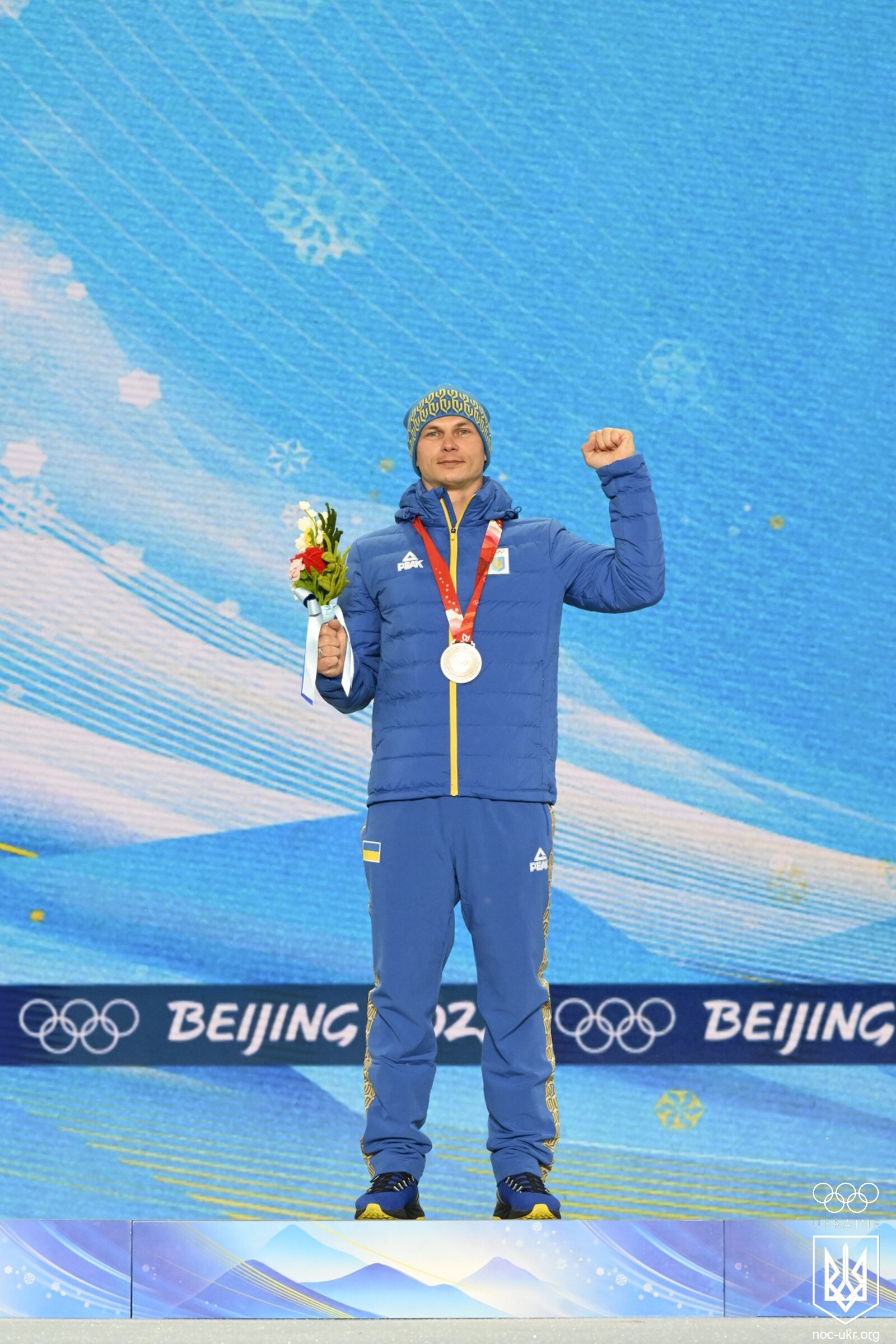
Олександр Абраменко на церемонії нагородження.

## Шорт-трек
Спортсменів — 2
Україна здобула дві ліцензії у шорт-треку на останньому етапі кубка світу.
| Спортсмен                        | Дисципліна | Перший раунд | Перший раунд | Чвертьфінали    | Чвертьфінали    | Півфінали        | Півфінали        | Фінал            | Фінал            |
| Спортсмен                        | Дисципліна | Час          | Місце        | Час             | Місце           | Час              | Місце            | Час              | Місце            |
| -------------------------------- | ---------- | ------------ | ------------ | --------------- | --------------- | ---------------- | ---------------- | ---------------- | ---------------- |
| Олег Гандей Київ                 | 500 м      | 44.163       | 27           | Завершив виступ | Завершив виступ | Завершив виступ  | Завершив виступ  | Завершив виступ  | Завершив виступ  |
| Уляна Дуброва Харківська область | 1500 м     | Н/Д          | Н/Д          | 2:26.832        | 32              | Завершила виступ | Завершила виступ | Завершила виступ | Завершила виступ |

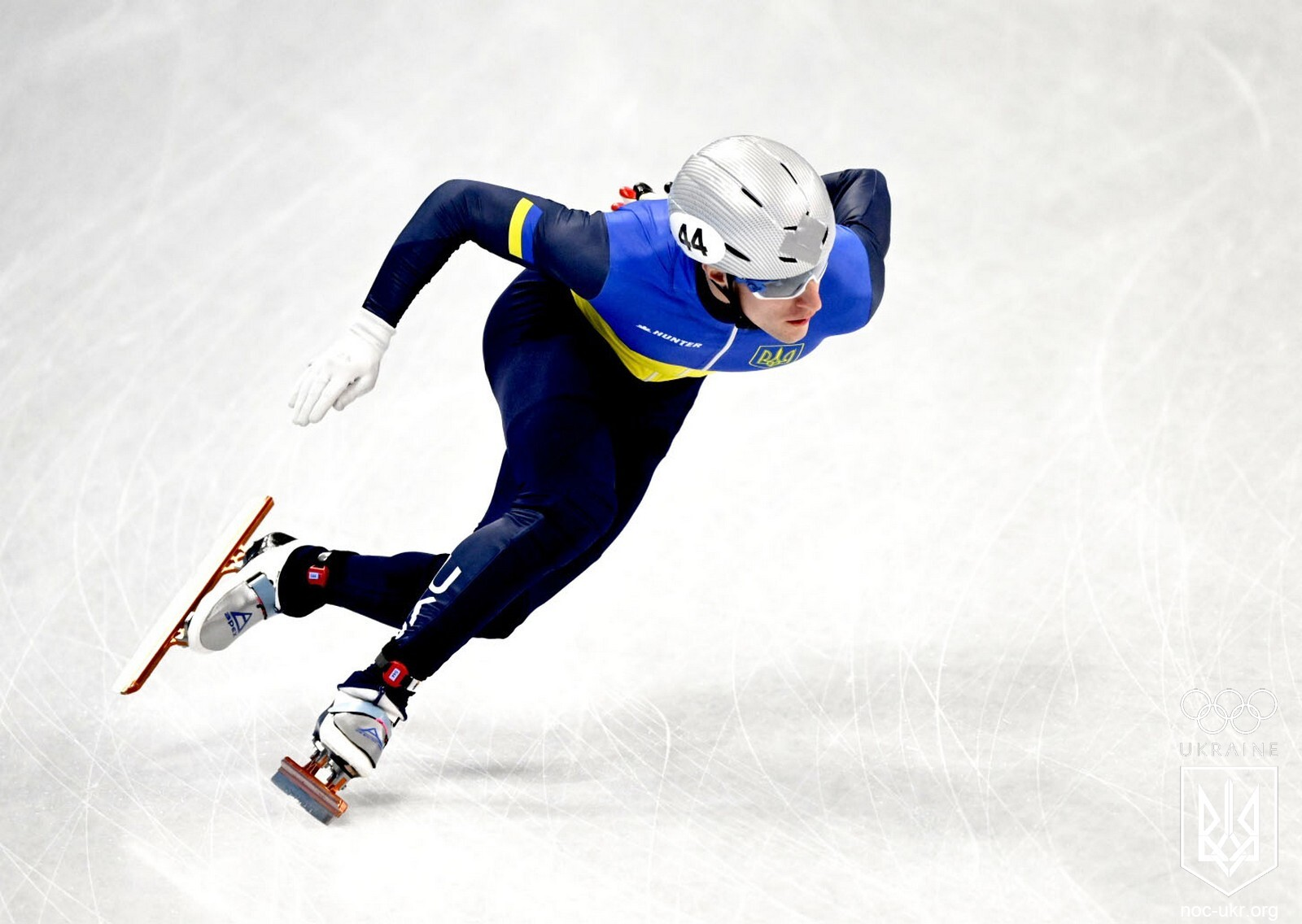
Олег Гандей у кваліфікації дитанції 500 метрів.
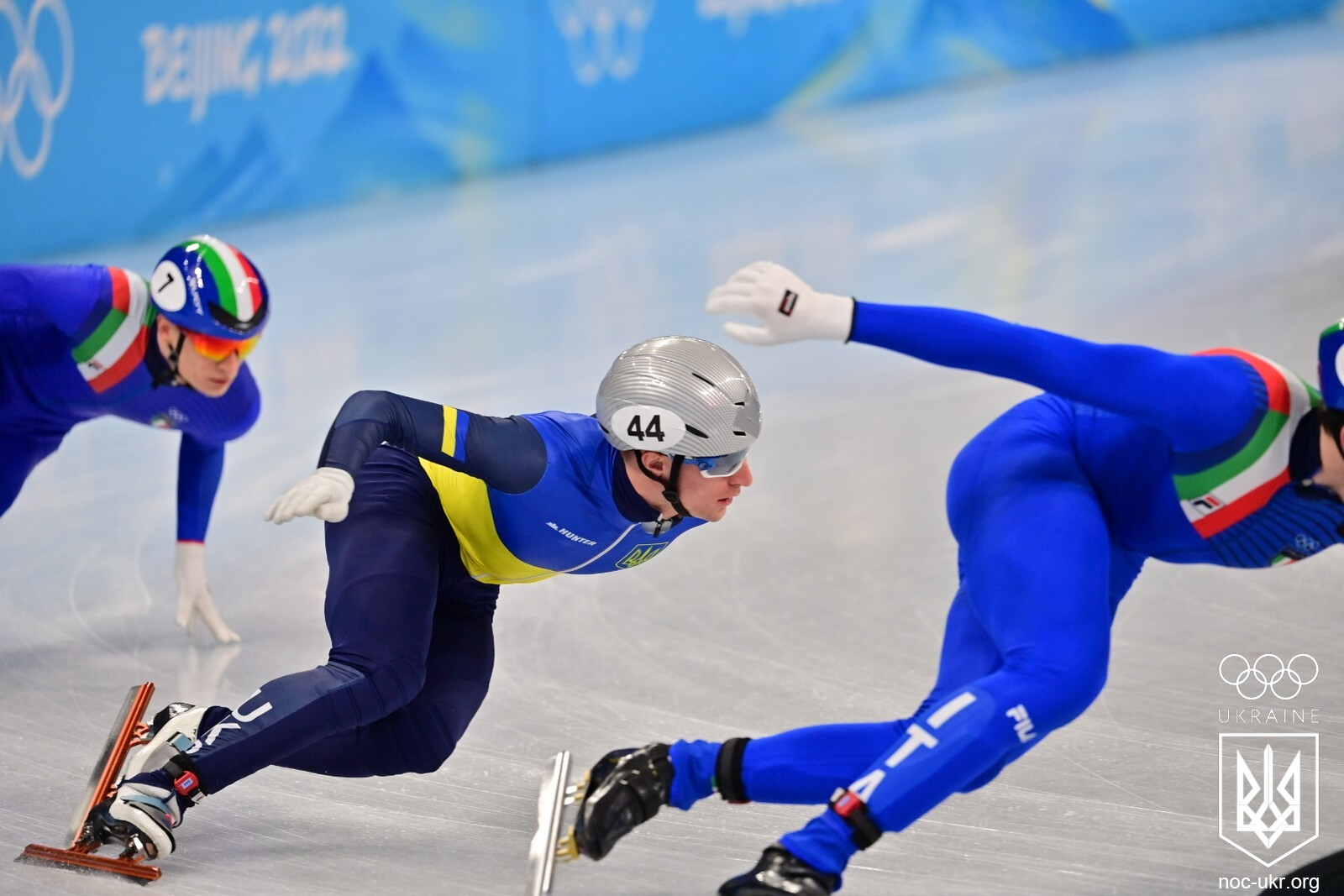
Олег Гандей у кваліфікації дитанції 500 метрів.
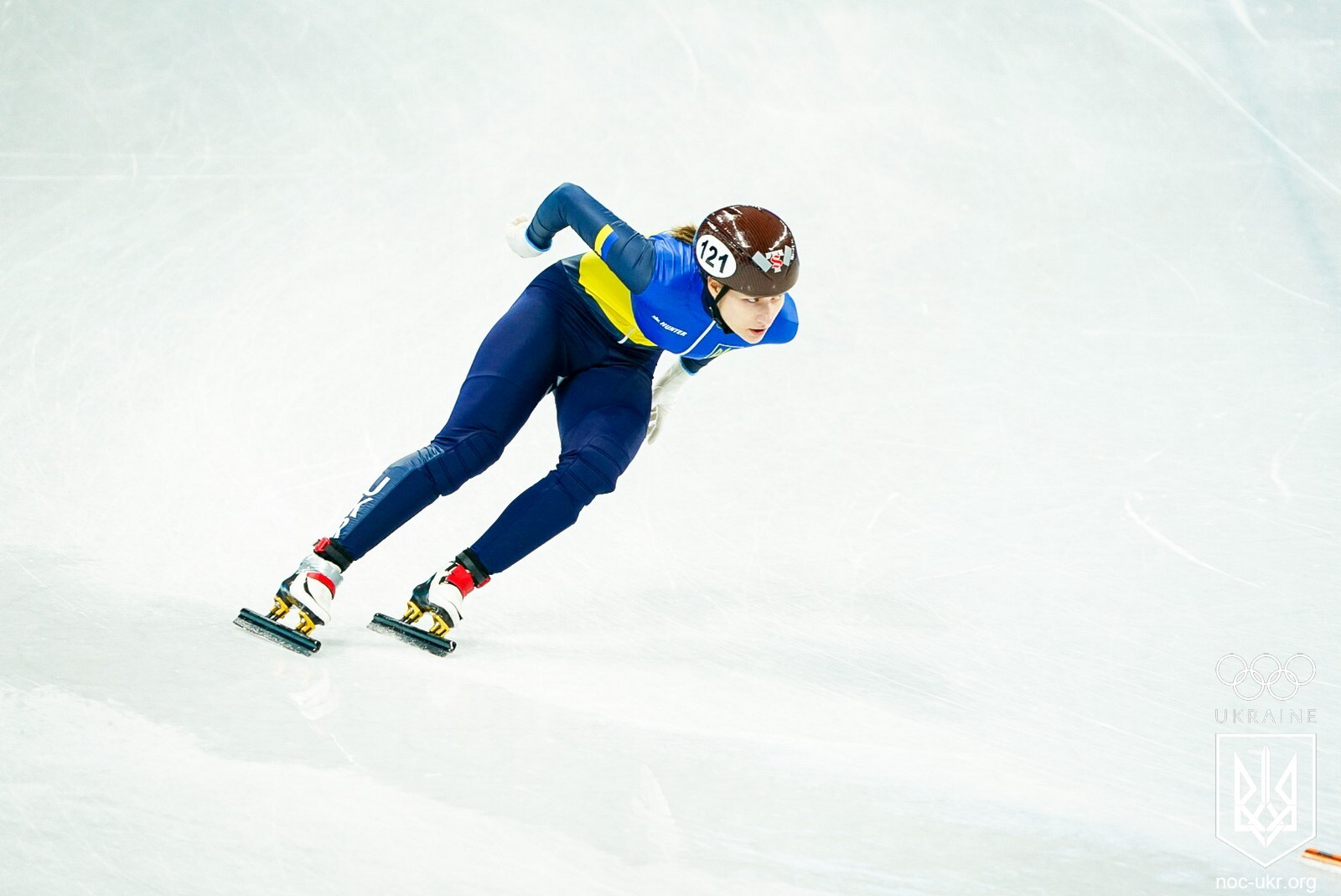
Уляна Дуброва у чвертьфіналі дитанції 1500 метрів.
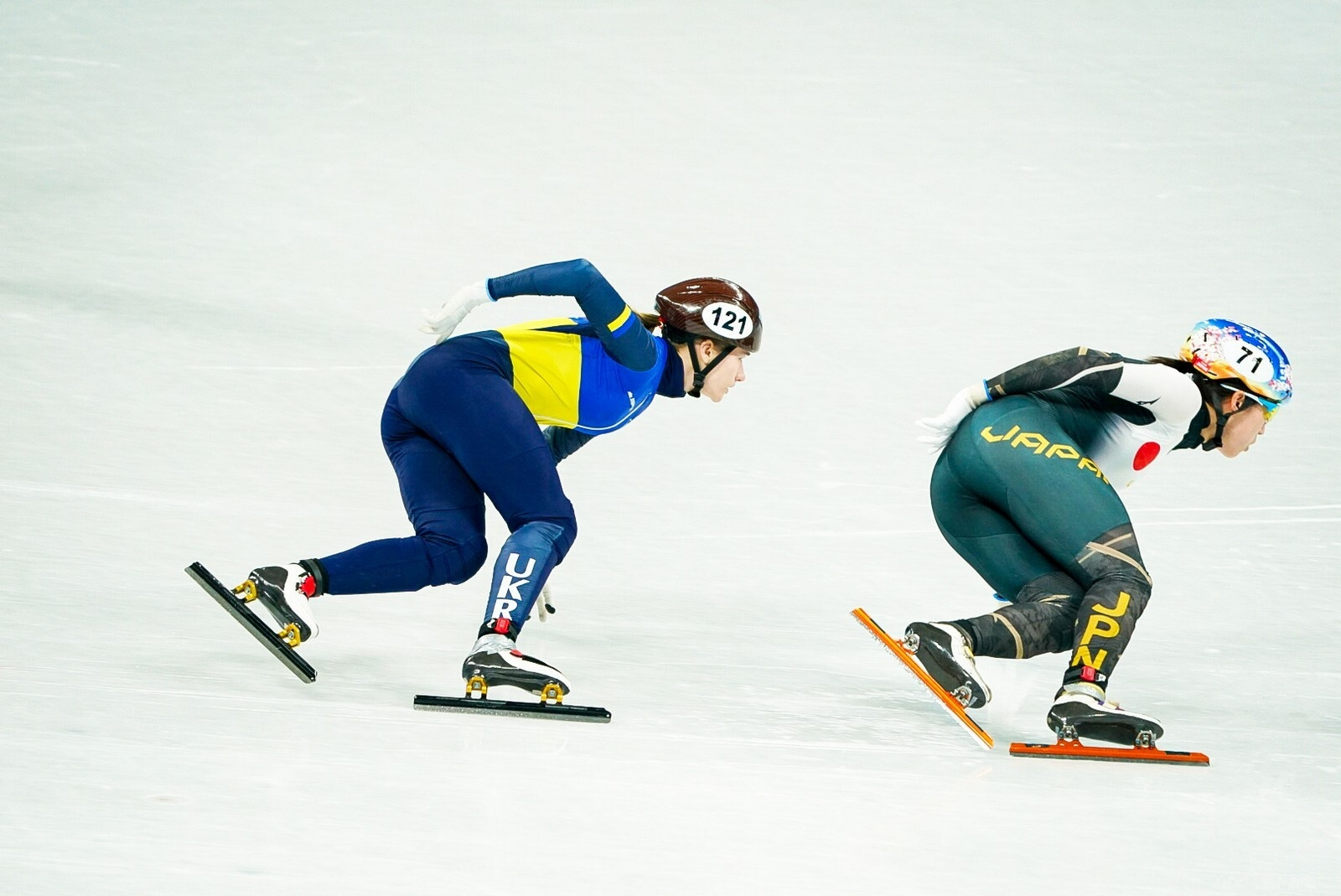
Уляна Дуброва у чвертьфіналі дитанції 1500 метрів.